# Окасион
„Окасион ” је југословенски ТВ филм из 1977. године. Режирао га је Бранка Богданов а сценарио је написао Слободан Божовић.

## Улоге
| Глумац                     | Улога |
| -------------------------- | ----- |
| Драгољуб Милосављевић Гула |       |
| Михајло Викторовић         |       |